# Calvaire de Gurunhuel
Le calvaire de l'église Notre-Dame à Gurunhuel, une commune du département des Côtes-d'Armor dans la région Bretagne en France, est un calvaire en granit datant du XVIe siècle. Il est classé monument historique depuis le 27 juin 1928. 

## Description
La croix du centre présente un fût à écots, excroissances symbolisant les bubons de la peste ou les branches coupées d'un arbre émondé. Au sommet deux anges recueillent le sang des mains clouées du Christ, entourés de part et d'autre par saint Jean et la Vierge. Entre ces deux personnages, deux anges élèvent un calice. 
Au pied de la croix, un Christ aux outrages semble baisser les yeux devant Longin, le légionnaire romain qui lui perça le flanc. A droite et à gauche du Christ, on reconnaît saint Pierre tenant les clefs, et saint Paul portant une épée. De l'autre côté de la croix figure une pietà entre Marie Madeleine et Marie, sœur de Marthe, ayant suivi Jésus, et en dessous, l'archange saint Michel terrassant le dragon. 
Une des croix porte le bon larron, Dysmas, dont l'âme, figurée par un petit personnage sortant de sa bouche, est recueilli par un ange. Sur l'autre se meurt le mauvais larron, Gestas, dont l'âme est empoignée par un démon aux allures préhistoriques.

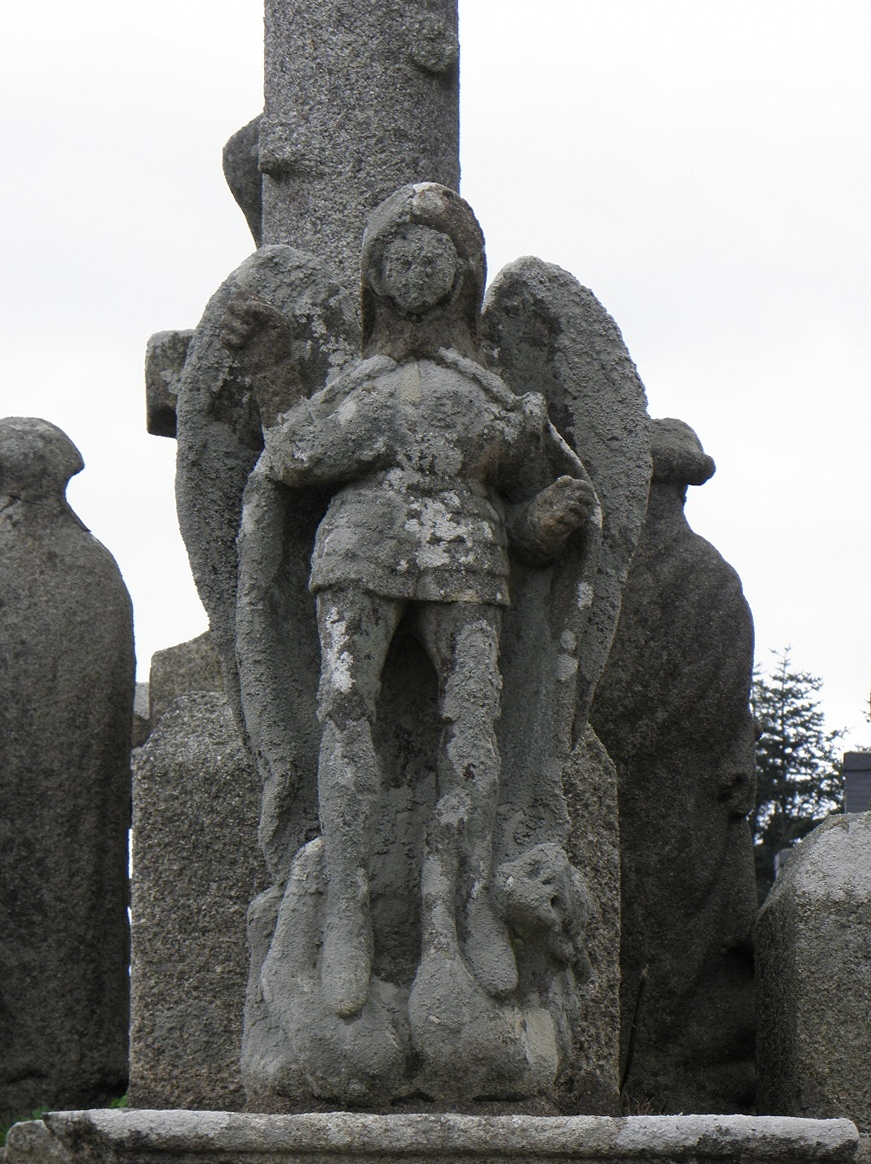
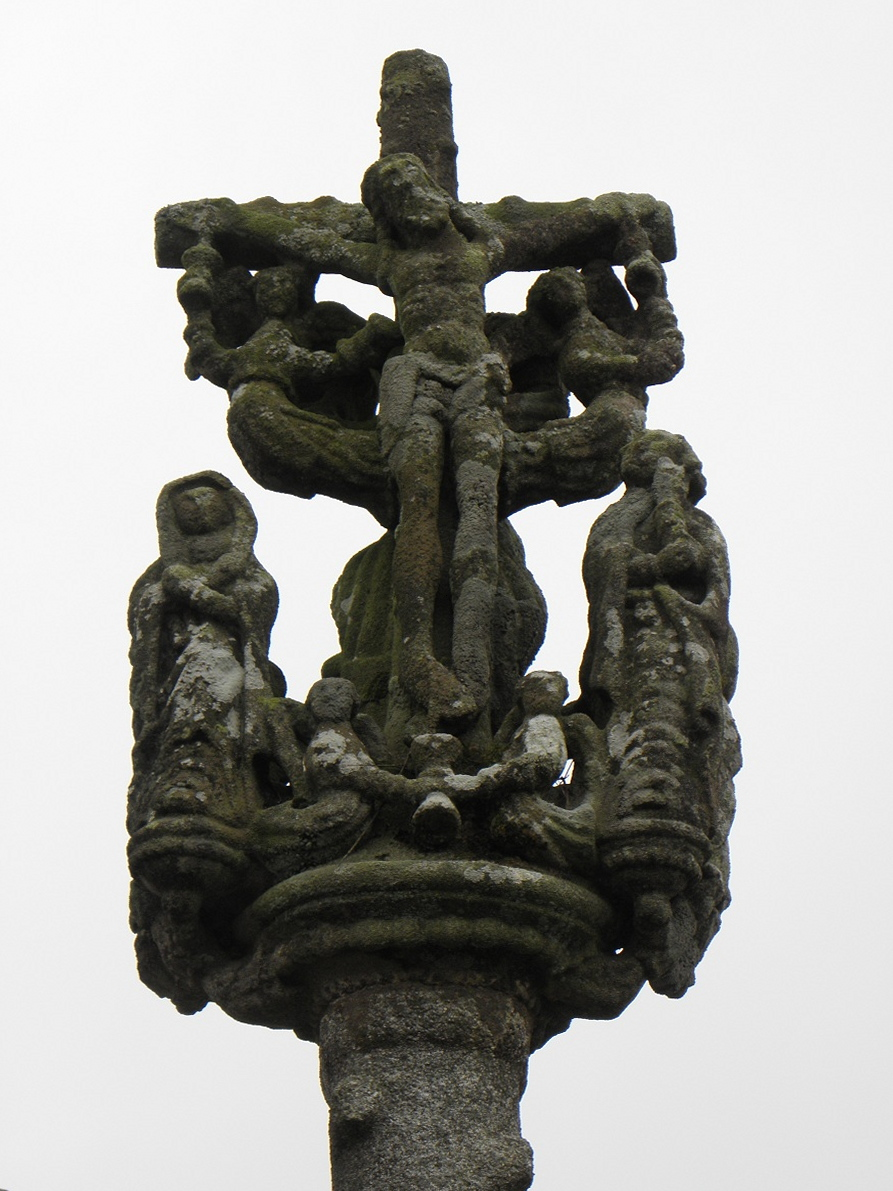
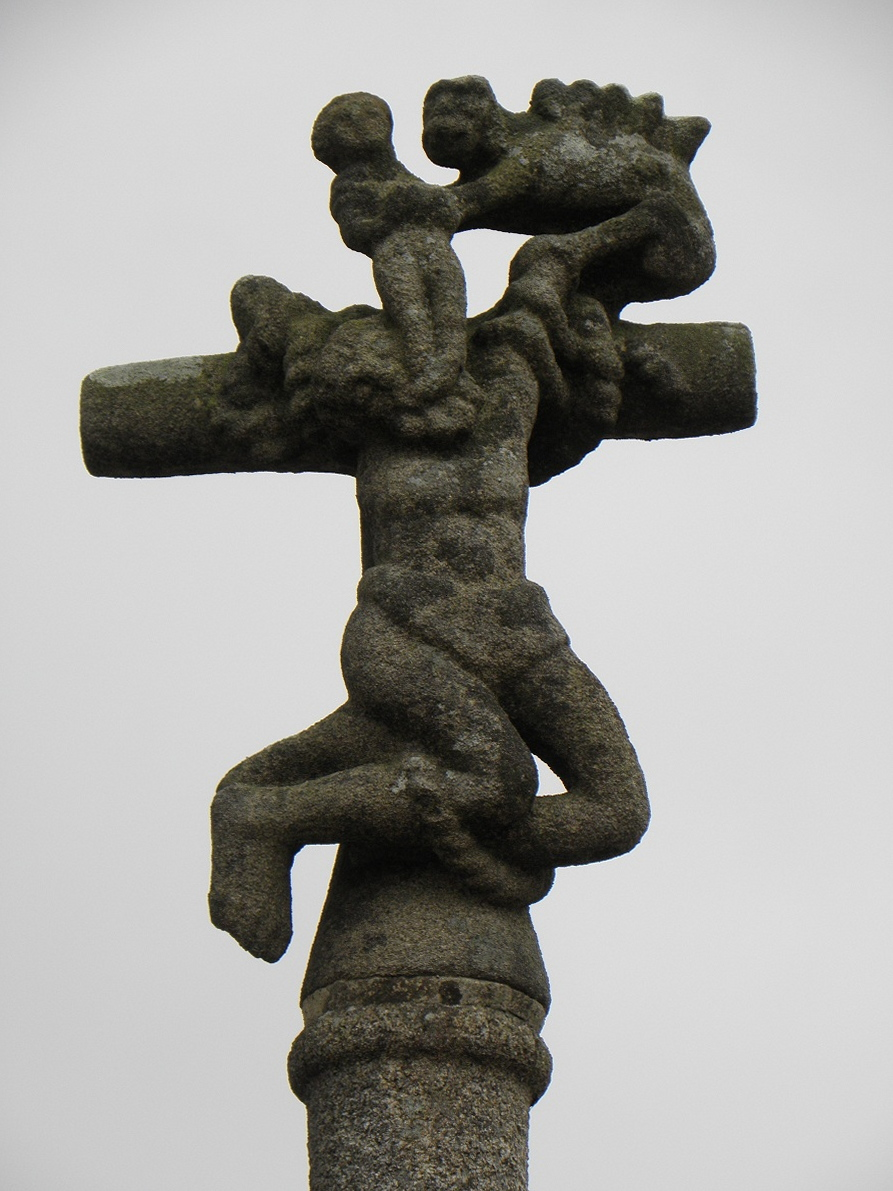